# Schöner Turm (Erding)

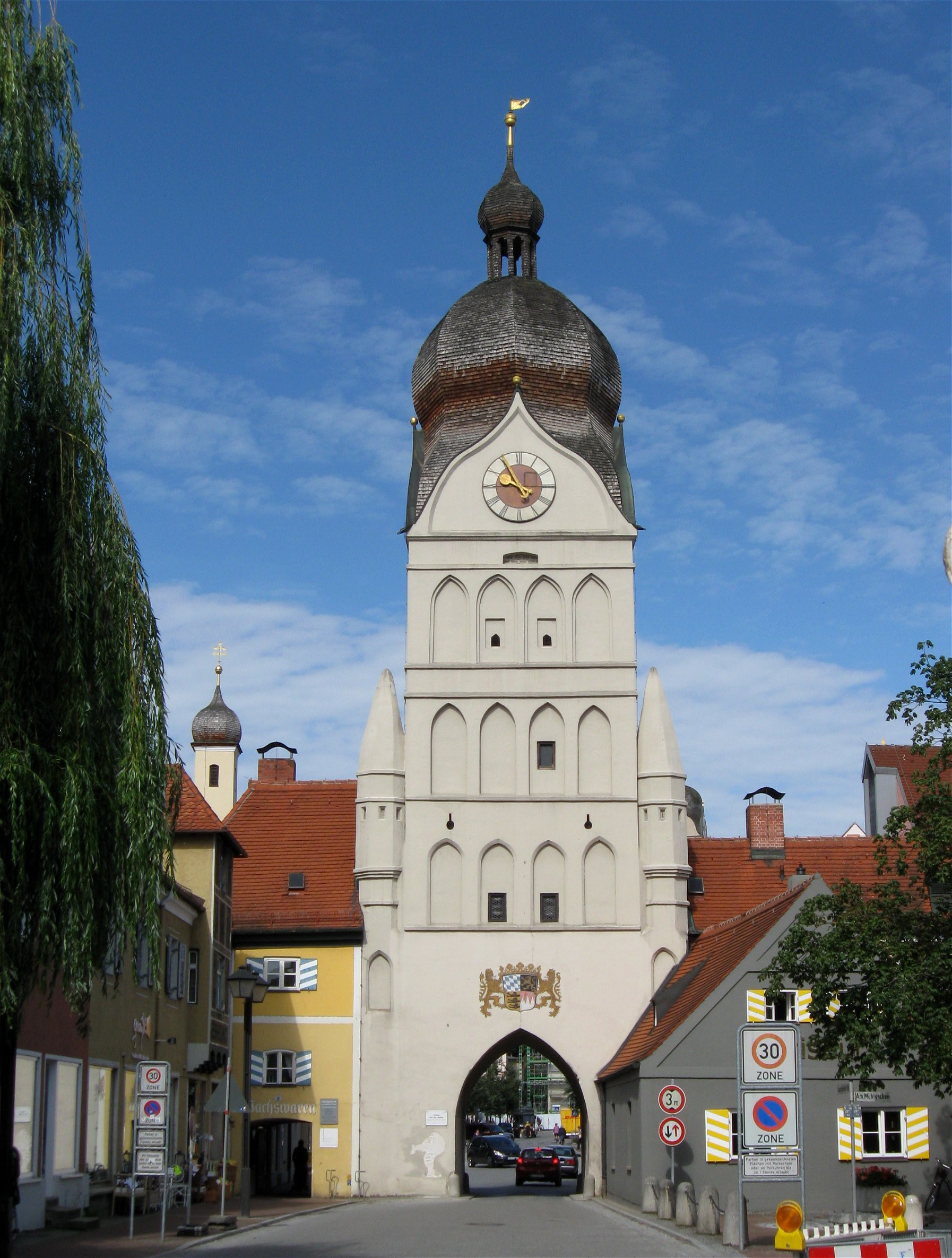
Schöner Turm, das Stadttor von der Innenstadt aus

Der Schöne Turm, auch Landshuter Tor genannt, ist der letzte noch erhaltene Torturm der Altstadt von Erding in Oberbayern.

## Geschichte
Der Turm wurde 1408 im Stil der Spätgotik der Landshuter Bauschule an der östlichen Stadtmauer erbaut. 
Während des Dreißigjährigen Krieges wurde der Turm schwer beschädigt. Das durch einen Brand zerstörte Walmdach wurde zwischen 1660 und 1664 durch eine Haubenkuppel ersetzt.